# Eric Kolfschoten
Eric Johan Maria Kolfschoten (Gestel en Blaarthem, 26 februari 1917 - Rijswijk (Zuid-Holland), 10 december 1995) was een Nederlands politicus van de KVP.
Kolfschoten, zoon van de latere burgemeester van Volendam Theodorus Kolfschoten, begon zijn middelbareschoolopleiding aan het Augustinianum in Eindhoven en zette deze voort aan het St. Ignatiusgymnasium in Amsterdam. Hij deed vervolgens de hogerberoepsopleiding voor gemeenteadministrateur.
Na een ambtelijke loopbaan bij de gemeente Edam, waar hij de rang van commies eerste klas behaalde, werd hij in 1948 benoemd tot burgemeester van Eemnes. Zes jaar later werd hij eerste burger van Alkemade. Vanaf midden 1955 was hij daarnaast een jaar waarnemend burgemeester van Voorhout. In 1959 werd hij namens zijn partij gekozen in de Tweede Kamer, welke functie hij gedurende enige tijd met het burgemeesterschap zou verenigen, en die hij - met een korte onderbreking - tot 1971 zou uitoefenen. Van 1965 tot 1980 was hij burgemeester van Leidschendam.
In de Tweede Kamer hield hij zich voornamelijk bezig met binnenlandse zaken, landbouw en bestuurlijke vernieuwing. Hij is bekend van de zogenoemde motie-Kolfschoten, die het de Kamer mogelijk maakt om zelf, zonder tussenkomst van de koning, de kabinetsformatie vorm te geven. In 1971 werd er voor het eerst, maar zonder succes, mee geëxperimenteerd. Het zou tot de kabinetsformatie van 2012 duren voordat de Kamer daadwerkelijk het voortouw nam bij een formatie, op de wijze die in de motie-Kolfschoten al was voorzien.
- Biografisch Portaal: 42943605
- International Standard Name Identifier: 0000 0003 9358 0069
- Nederlandse Thesaurus van Auteursnamen: 073291463
- Parlement.com: vg09ll2dxau0
- Virtual International Authority File: 287914644
- WorldCat: E39PBJvMCDHHwfhJRHXrcKDXh3